# Løsepenge (film)
Løsepenge (originaltitel: Ransom) er en amerikansk thriller fra 1996 med Mel Gibson, Gary Sinise og Rene Russo. Filmen er instrueret af Ron Howard efter et manuskript af Richard Price og Alexander Ignon. Musikken er skrevet af James Horner
Filmen blev en stor publikumssucces og fik forholdsvis god omtale af kritikerne.

## Handling
Forældrenes værste mareridt bliver til virkelighed, da forretningsmanden Tom Mullen (Mel Gibson) modtager et billede af sin søn som er kneblet og bundet. For at få ham tilbage indvilger Tom og hans kone Kate (Rene Russo) i at betale to millioner i løsepenge til kidnapperen, men pludselig går noget galt, og kidnapperen mister tålmodigheden. Tom beslutter derfor selv at befri sin søn med metoder, som sætter både hans søns liv og hans ægteskab på spil.

## Modtagelse
Ransom blev en stor publikumssucces og indspillede over $136 millioner på amerikanske biografer alene, og over $309 millioner på verdensplan. Den blev den femte mest indbringende filmen i USA i 1996.
Filmen blev forholdsvis godt modtaget af de amerikanske anmeldere og har opnået 70% på Rotten Tomatoes (februar 2006). Den kendte amerikanske filmkritiker Roger Ebert gav den god omtale, men mente også, at filmens slutfase havde et større potentiale end hvad blev udnyttet.

## Priser og nomineringer
Filmen blev i 1997 tildelt både en ASCAP Award og en Blockbuster Entertainment Award. Den blev samme år nomineret til en Golden Globe i kategorien bedste mandlige hovedrolle (Mel Gibson).
Den blev endvidere nomineret til en Saturn Award, Image Award og en Young Artist Award.

## Medvirkende
| - Mel Gibson ... Tom Mullen - Rene Russo ... Kate Mullen - Brawley Nolte ... Sean Mullen - Gary Sinise ... Detektiv Jimmy Shaker - Delroy Lindo ... Spesialagent Lonnie Hawkins - Lili Taylor ... Maris Conner - Liev Schreiber ... Clark Barnes - Donnie Wahlberg ... Cubby Barnes - Evan Handler ... Miles Roberts | - Nancy Ticotin ... Specialagent Kimba Welch - Michael Gaston ... Specialagent Jack Sickler - Kevin Neil McCready ... Specialagent Paul Rhodes - Paul Guilfoyle ... Wallace - Allen Bernstein ... Bob Stone - José Zúñiga ... David Torres - Dan Hedaya ... Jackie Brown - Iraida Polanco ... Fatima - John Ortiz ... Roberto |